# Songs of Faith and Devotion
Songs of Faith and Devotion (en español: Canciones de fe y devoción) es el octavo álbum del grupo inglés de música electrónica Depeche Mode (Alan Wilder, Andrew Fletcher, Martin Gore, David Gahan), producido durante 1992-93 y publicado en 1993.
Fue producido por el grupo y Mark Ellis Flood. Todos los temas fueron escritos por Martin Gore.
Con motivo del disco, Depeche Mode realizó durante 1993 la gira Devotional Tour; para 1994 tuvo una extensión con el nombre de Exotic Tour, en la cual Daryl Bamonte suplió a Andrew Fletcher en el grupo. Posteriormente, se publicó Devotional, vídeo en directo de la banda.
Fue el último disco de la banda en el cual participó Alan Wilder previo a su salida en 1995 y consecuentemente el último en que Depeche Mode apareció como cuarteto.

## Listado de canciones
El álbum apareció en cinco formatos, el estándar en disco compacto, en disco de vinilo, en minidisco de Sony, en casete y en DCC, estos últimos ambos de cinta magnética de audio y ambos de Philips. Posteriormente y en la actualidad se le encuentra en streaming.

### Edición enCD
Todas las canciones escritas y compuestas por Martin Gore. 
| Songs of Faith and Devotion |                                                                 |          |  |
| N.º                         | Título                                                          | Duración |  |
| 1.                          | «I Feel You»                                                    | 4:35     |  |
| 2.                          | «Walking in My Shoes»                                           | 5:35     |  |
| 3.                          | «Condemnation»                                                  | 3:19     |  |
| 4.                          | «Mercy in You»                                                  | 4:17     |  |
| 5.                          | «Judas»                                                         | 5:13     |  |
| 6.                          | «In Your Room»                                                  | 6:24     |  |
| 7.                          | «Get Right With Me» (contiene el Interlude #4 My Kingdom Comes) | 3:52     |  |
| 8.                          | «Rush»                                                          | 4:36     |  |
| 9.                          | «One Caress»                                                    | 3:30     |  |
| 10.                         | «Higher Love»                                                   | 5:56     |  |

### Edición enLP
La edición en disco de vinilo del álbum Songs of Faith and Devotion, a diferencia de casi todos los anteriores LP de DM, no presentó ninguna diferencia de contenido con su versión en CD, de hecho en ambas ediciones los temas no están ni siquiera numerados en cada lado como suele hacerse con los discos presentados en estos formatos.
Lo verdaderamente significativo fue que este se publicó solo en Europa, como a partir de ese momento sería con sus álbumes en este formato, aunque en 2008 y luego en 2014 aparecieron las reediciones en este formato para América.

| Lado A |                       |          |  |
| N.º    | Título                | Duración |  |
| 1.     | «I Feel You»          | 4:35     |  |
| 2.     | «Walking in My Shoes» | 5:35     |  |
| 3.     | «Condemnation»        | 3:20     |  |
| 4.     | «Mercy in You»        | 4:17     |  |
| 5.     | «Judas»               | 5:14     |  |

| Lado B |                                                            |          |  |
| N.º    | Título                                                     | Duración |  |
| 1.     | «In Your Room»                                             | 6:26     |  |
| 2.     | «Get Right With Me» (con el Interlude #4 My Kingdom Comes) | 3:32     |  |
| 3.     | «Rush»                                                     | 4:37     |  |
| 4.     | «One Caress»                                               | 3:30     |  |
| 5.     | «Higher Love»                                              | 5:56     |  |

### Edición en MC
La versión en cinta magnética de audio, el formato conocido como MC de MusiCasete, contiene los diez temas en un solo casete, con cinco temas en cada lado, es decir, la misma distribución que en LP. Fue para América y para Europa, aunque actualmente el formato ya no se encuentra disponible.
El álbum fue adicionalmente publicado en Europa en formato de casete compacto digital, abreviado como DCC por sus siglas en inglés, el cual también se descontinuó. Fue de los únicos dos materiales de DM publicados en ese formato junto con Violator de 1991.

### Edición enMD
Songs of Faith and Devotion fue de los pocos materiales de DM disponibles en el poco popularizado minidisco digital creado por la casa Sony, exclusivamente en el Reino Unido como los otros discos del grupo que se editaron en ese formato.
Esta edición actualmente ya no se encuentra disponible, como el propio formato.

## Créditos
Martin Gore - guitarras, sintetizadores y segunda voz; además canta los temas Judas y One Caress.
David Gahan - voz principal.
Alan Wilder - sintetizadores, piano, batería, bajo eléctrico, arreglos, producción y programación; apoyo vocal en Condemnation.
Andrew Fletcher - sintetizador, apoyo vocal en Condemnation.
Steáfán Hannigan - gaita irlandesa en Judas.
Will Malone - arreglo de cuerdas en One Caress.
Bazil Meade, Hildia Campbell y Samantha Smith - voces adicionales en Get Right With Me.
Mark Ellis “Flood” - producción y Mezcla.
Anton Corbijn - portada, diseño y fotografías.
Daniel Miller - producción ejecutiva.
Mark Stent - mezcla.
Depeche Mode - mezcla.
Steve Lyon, Chris Dickie y Paul Kendall - ingeniería.
Jeremy Wheatley, Mark Einstmann, Shaun de Feo, Volke Schneider - asistencia.
Kevin Metcalfe - masterización.
Daryl Bamonte - coordinación de álbum.

## Sencillos
- I Feel You
- Walking in My Shoes
- Condemnation
- In Your Room

La edición de Walking in My Shoes como sencillo difiere de la del álbum, la entrada es poco más corta y además tiene añadido un efecto de vacío.
La edición de In Your Room como sencillo es en su versión Zephyr Mix, la cual difiere de la del álbum en musicalización; la Zephyr Mix tiene una persistente guitarra que en la versión del álbum no aparece. La versión como sencillo fue realizada por Butch Vig, productor conocido por su trabajo con bandas como Nirvana y Garbage.
La edición de Condemnation como sencillo también difiere ligeramente de la del álbum, en el sencillo es la versión Paris Mix. Solo en el álbum Songs of Faith and Devotion aparecen las versiones originales de Condemnation y de In Your Room.
La canción Rush además de en el disco aparece como uno de los lados B de Condemnation, e incluso tuvo una edición promocional como sencillo en el Reino Unido.
Dentro de las ediciones del sencillo I Feel You, aparece la versión Swamp Mix, realizada por Brian Eno, de la cual un extracto se incluye en la pista del tema Get Right With Me, como un interludio oculto de DM, conocido en algunas fuentes como My Kingdom Comes pues es de las únicas frases que alcanzan a escucharse. Ese mismo extracto se utilizó casi siempre como introducción del tema en conciertos.
La canción One Caress asimismo además de en el disco aparece también como lado B de I Feel You e incluso se publicó como sencillo promocional en los Estados Unidos. De cualquier modo el disco aparece siempre solo con cuatro sencillos.
Lados B
Los únicos temas que quedaron fuera del álbum Songs of Faith and Devotion y aparecieron como lados B de los sencillos fueron las canciones My Joy y Death's Door, ambas compuestas también por Martin Gore.
La canción Death's Door cantada por Martin Gore fue grabada solo por él y Alan Wilder desde concluir la gira World Violation Tour en 1990, y se incluyó en la banda sonora de la película Until the End of the World (Hasta el fin del mundo) del director alemán Wim Wenders de 1991, mientras en el sencillo Condemnation se incluyó pero en su versión Jazz Mix, que es básicamente solo una versión larga de esta. La versión normal de Death's Door se incluyó hasta 2020 en la caja Mode en un lanzamiento oficial de DM.

## Edición en concierto
Songs of Faith and Devotion también se publicó como álbum en vivo ese mismo 1993.
Apareció poco después del lanzamiento del álbum y contiene interpretaciones en vivo de conciertos en Liévin (Francia), así como en Copenhague (Dinamarca) y Nueva Orleans (Estados Unidos), tomadas desde luego durante la gira Devotional Tour.
No es particularmente codiciado por los seguidores del grupo debido a que es únicamente la reproducción en concierto del álbum, incluso el orden de las canciones es exactamente el mismo.
El título del disco fue otra vez Songs of Faith and Devotion, con subtítulo Live (en vivo), pero se le conoce como Songs of Faith and Devotion Live sencillamente para distinguirlo. Songs of Faith and Devotion es el único disco de DM que cuenta con su propia versión totalmente en vivo.
Contenido
El álbum en vivo apareció en tres formatos, el estándar en disco compacto, en disco de vinilo, aunque este solo en Europa, y en casete de cinta magnética de audio. Posteriormente y en la actualidad se le encuentra en streaming.

| Songs of Faith and Devotion |                                                                 |          |  |
| N.º                         | Título                                                          | Duración |  |
| 1.                          | «I Feel You» (en vivo en Liévin, Francia, en 1993)              | 7:11     |  |
| 2.                          | «Walking in My Shoes» (en vivo en Liévin, Francia, en 1993)     | 6:41     |  |
| 3.                          | «Condemnation» (en vivo en Liévin, Francia, en 1993)            | 3:56     |  |
| 4.                          | «Mercy in You» (en vivo en Liévin, Francia, en 1993)            | 4:20     |  |
| 5.                          | «Judas» (en vivo en Liévin, Francia, en 1993)                   | 5:01     |  |
| 6.                          | «In Your Room» (en vivo en Liévin, Francia, en 1993)            | 6:47     |  |
| 7.                          | «Get Right With Me» (en vivo en Copenhague, Dinamarca, en 1993) | 3:11     |  |
| 8.                          | «Rush» (en vivo en Liévin, Francia, en 1993)                    | 4:35     |  |
| 9.                          | «One Caress» (en vivo en Nueva Orleans, Luisiana, en 1993)      | 3:35     |  |
| 10.                         | «Higher Love» (en vivo en Liévin, Francia, en 1993)             | 7:30     |  |

Créditos
David Gahan - vocalista principal.
Martin Gore - guitarra, segundo vocalista, sintetizador y segunda voz.
Andrew Fletcher - sintetizador.
Alan Wilder - sintetizador, batería, piano, producción y mezcla.
Hildia Campbell - corista.
Samantha Smith - corista.
Steve Lyon - producción, mezcla y grabación.
Peter Brandt - asistencia de grabación.
Daryl Bamonte - coordinación del álbum.
JD Fanger - coordinación del álbum.
Pepe Jansz - coordinación del álbum.
Kevin Metcalfe - masterización.
Alex Firla, Jeremy Wheatley y Rob Kirwan - asistencia de mezcla.
Anton Corbijn - portada, diseño, fotografías y arte.

## Edición 2006
En 2006 el álbum Songs of Faith and Devotion se relanzó con todo el contenido de la edición original y lados B, en ediciones para formato de SACD y DVD, como parte de la reedición de todos los álbumes anteriores a Playing the Angel de 2005.
El relanzamiento consistió en empatar todos los álbumes previos con Playing the Angel, el cual fue lanzado en dos ediciones, una normal solo con el disco y otra acompañada de un DVD, y al igual que este la reedición americana contiene el álbum Songs of Faith and Devotion en CD acompañado del DVD mientras en la reedición europea aparece en formato SACD junto con el DVD, de cualquier modo el contenido en ambas ediciones es el mismo.
Adicionalmente el álbum se relanzó en su edición de CD, así como en disco de vinilo en ambos lados del mundo, con lo cual de paso apareció por vez primera en LP en el continente americano.

| Disco uno, SACD/CD |                                           |          |  |
| N.º                | Título                                    | Duración |  |
| 1.                 | «I Feel You»                              | 4:35     |  |
| 2.                 | «Walking in My Shoes»                     | 5:35     |  |
| 3.                 | «Condemnation»                            | 3:19     |  |
| 4.                 | «Mercy in You»                            | 4:17     |  |
| 5.                 | «Judas»                                   | 5:13     |  |
| 6.                 | «In Your Room»                            | 6:24     |  |
| 7.                 | «Get Right With Me» (con el Interlude #4) | 3:52     |  |
| 8.                 | «Rush»                                    | 4:36     |  |
| 9.                 | «One Caress»                              | 3:30     |  |
| 10.                | «Higher Love»                             | 5:56     |  |

| Disco dos, DVD | |          |  |
| N.º            | Título | Duración |  |
| 1.             | «Depeche Mode: 1991-94» (We Were Going to Live Together, Record Together and It Was Going to be Wonderful) | 36:00    |  |
| 2.             | «I Feel You»                                                                                               | 4:35     |  |
| 3.             | «Walking in My Shoes»                                                                                      | 5:35     |  |
| 4.             | «Condemnation»                                                                                             | 3:19     |  |
| 5.             | «Mercy in You»                                                                                             | 4:17     |  |
| 6.             | «Judas» | 5:13     |  |
| 7.             | «In Your Room»                                                                                             | 6:24     |  |
| 8.             | «Get Right With Me» (con el Interlude #4)                                                                  | 3:52     |  |
| 9.             | «Rush» | 4:36     |  |
| 10.            | «One Caress»                                                                                               | 3:30     |  |
| 11.            | «Higher Love»                                                                                              | 5:56     |  |
| 12.            | «My Joy»                                                                                                   | 3:57     |  |
| 13.            | «Condemnation» (Paris Mix)                                                                                 | 3:21     |  |
| 14.            | «Death's Door» (Jazz Mix)                                                                                  | 6:38     |  |
| 15.            | «In Your Room» (Zephyr Mix)                                                                                | 4:50     |  |
| 16.            | «I Feel You» (Life's Too Short Mix)                                                                        | 8:35     |  |
| 17.            | «Walking in My Shoes» (Grungy Gonads Mix)                                                                  | 6:24     |  |
| 18.            | «My Joy» (Slowslide Mix)                                                                                   | 5:11     |  |
| 19.            | «In Your Room» (Apex Mix)                                                                                  | 6:43     |  |

## The 12" Singles
Es una colección iniciada en 2018, con Speak & Spell y A Broken Frame, de todos los sencillos de DM, por álbum, en estricto orden cronológico, presentados en ediciones de lujo en formato de 12 pulgadas, que continuó ese mismo año con Construction Time Again y Some Great Reward, y en 2019 con Black Celebration y Music for the Masses, y continuó en 2020 con Violator y Songs of Faith and Devotion presentando sus sencillos en ocho discos.
Pese a que la colección es en discos de 12 pulgadas, también se publicó y está disponible en streaming.
I Feel You
| Lado A |                                         |          |  |
| N.º    | Título                                  | Duración |  |
| 1.     | «I Feel You» (Throb Mix)                | 6:47     |  |
| 2.     | «I Feel You» (Mezcla en siete pulgadas) | 4:34     |  |

| Lado B |                            |          |  |
| N.º    | Título                     | Duración |  |
| 1.     | «I Feel You» (Babylon Mix) | 7:53     |  |
| 2.     | «One Caress»               | 3:32     |  |

I Feel You
| Lado C |                                     |          |  |
| N.º    | Título                              | Duración |  |
| 1.     | «I Feel You» (Life's Too Short Mix) | 8:35     |  |
| 2.     | «I Feel You» (Swamp Mix)            | 7:28     |  |

| Lado D |                                                      |          |  |
| N.º    | Título                                               | Duración |  |
| 1.     | «I Feel You» (Renegade Soundwave Afghan Surgery Mix) | 4:57     |  |
| 2.     | «I Feel You» (Helmet at the Helm Mix)                | 8:11     |  |

Walking in My Shoes
| Lado E |                                                  |          |  |
| N.º    | Título                                           | Duración |  |
| 1.     | «Walking in My Shoes» (Grungy Gonads Mix)        | 6:24     |  |
| 2.     | «Walking in My Shoes» (Mezcla en siete pulgadas) | 4:59     |  |

| Lado F |                                     |          |  |
| N.º    | Título                              | Duración |  |
| 1.     | «My Joy» (Mezcla en siete pulgadas) | 3:57     |  |
| 2.     | «My Joy» (Slow Slide Mix)           | 5:11     |  |

Walking in my Shoes
| Lado G |                                                           |          |  |
| N.º    | Título                                                    | Duración |  |
| 1.     | «Walking in My Shoes» (Mezcla extendida en doce pulgadas) | 6:52     |  |
| 2.     | «Walking in My Shoes» (Random Carpet Mix)                 | 6:37     |  |

| Lado H |                                           |          |  |
| N.º    | Título                                    | Duración |  |
| 1.     | «Walking in My Shoes» (Anandamidic Mix)   | 6:11     |  |
| 2.     | «Walking in My Shoes» (Ambient Whale Mix) | 4:54     |  |

Condemnation
| Lado I |                            |          |  |
| N.º    | Título                     | Duración |  |
| 1.     | «Condemnation» (Paris Mix) | 3:21     |  |
| 2.     | «Death's Door» (Jazz Mix)  | 6:39     |  |

| Lado J |                                         |          |  |
| N.º    | Título                                  | Duración |  |
| 1.     | «Rush» (Spiritual Guidance Mix)         | 5:30     |  |
| 2.     | «Rush» (Amylnitrate Mix - Instrumental) | 7:40     |  |
| 3.     | «Rush» (Wild Planet Mix - Vocal)        | 6:22     |  |

Condemnation
| Lado K |                            |          |  |
| N.º    | Título                     | Duración |  |
| 1.     | «Condemnation» (en vivo)   | 4:10     |  |
| 2.     | «Personal Jesus» (en vivo) | 6:00     |  |

| Lado L |                               |          |  |
| N.º    | Título                        | Duración |  |
| 1.     | «Enjoy the Silence» (en vivo) | 6:46     |  |
| 2.     | «Halo» (en vivo)              | 4:56     |  |

In Your Room
| Lado M |                                    |          |  |
| N.º    | Título                             | Duración |  |
| 1.     | «In Your Room» (Zephyr Mix)        | 4:50     |  |
| 2.     | «In Your Room» (Apex Mix)          | 6:43     |  |
| 3.     | «In Your Room» (The Jeep Rock Mix) | 6:19     |  |

| Lado N |                                     |          |  |
| N.º    | Título                              | Duración |  |
| 1.     | «Higher Love» (Adrenaline Mix)      | 7:49     |  |
| 2.     | «In Your Room» (Extended Zephyr Mx) | 6:43     |  |

In Your Room
| Lado O |                              |          |  |
| N.º    | Título                       | Duración |  |
| 1.     | «In Your Room» (en vivo)     | 6:52     |  |
| 2.     | «Policy of Truth» (en vivo)  | 5:08     |  |
| 3.     | «World in My Eyes» (en vivo) | 6:13     |  |

| Lado P |                                     |          |  |
| N.º    | Título                              | Duración |  |
| 1.     | «Fly on the Windscreen» (en vivo)   | 5:20     |  |
| 2.     | «Never Let Me Down Again» (en vivo) | 5:00     |  |
| 3.     | «Death's Door» (en vivo)            | 2:45     |  |

## Datos
- Los temas Mercy in You y Judas están imperceptiblemente continuados entre sí, al igual que Get Right With Me y Rush.
- Es el único álbum de DM que tiene su propia versión en directo.
- En Europa se publicó una caja especial de Songs of Faith and Devotion conteniendo el álbum, el directo Songs of Faith and Devotion, la compilación de 1985 The Singles 81-85 y la compilación promocional Depro1CD con sencillos del grupo de 1986 a 1993.
- En algunos países el álbum apareció hasta 1994.
- La versión en vivo del álbum no fue un suceso comercial, mejor respuesta obtuvo el VHS Devotional.

Hasta la fecha es el disco más alejado del tradicional sonido de Depeche Mode, se optó por una tendencia más rock y una instrumentación más orgánica, lo cual lo vuelve uno de los más extraños dentro de la carrera del grupo, en su momento muchos articulistas consideraron que abandonaban completamente la música con la que se habían dado a conocer. Ello no pasó y sin embargo con el tiempo el álbum se ha vuelto infaltable dentro del repertorio de la banda e incluso hay quienes llegan a considerarlo como uno de los mejores discos que DM ha hecho.
Otro detalle es que se convirtió en el último álbum en el que Depeche Mode aparece como cuarteto, la última participación de Alan Wilder con ellos, lo cual provocó insistentes versiones en la prensa sobre la total disolución del grupo, lo que tampoco pasó.
Andy Fletcher inició el Exotic Tour, pero poco después abandonó por lo que debió ser sustituido por Daryl Bamonte quien concluyó con la banda la gira. Aunque técnicamente el Devotional Tour y el Exotic Tour son distintos, en realidad son la misma gira pues se promocionaba el mismo disco, de cualquier modo con más de cien presentaciones en un total de trece meses es la más larga que la banda ha tenido hasta la fecha, lo cual eventualmente llevó al grupo al casi total colapso.
El título Canciones de Fe y Devoción hace clara referencia a que la inspiración para la mayoría de las canciones fue la religión, tema que siempre ha sido de especial interés para Martin Gore, si bien fue David Gahan quien animó a sus compañeros a realizar una colección de canciones meramente rock. Esto también lo muestra como un álbum particularmente raro no solo para el grupo sino para el concepto mismo de desencanto y anarquía del grunge que en ese año pululaba con bandas como Nirvana y con el que había sido vinculado inmediatamente después de darse a conocer.
Ciertamente el álbum remite sobre todo al estilo grunge de la época en que se lanzó, pero esa influencia estuvo más bien en la imagen de Depeche Mode y en el diseño de producción correspondiente al disco, es por ejemplo el único álbum de estudio de DM en el cual aparecen en portada los cuatro integrantes en este caso observando de manera agresiva al frente, mientras que en lo musical solo la instrumentación es rock, con su guitarra y su batería, no así en las letras que en lugar de anarquía, descontento o crítica contestataria, son cadenciosas y sugerentes siempre teniendo como trasfondo el tema de la religión, lo cual también convertiría a este álbum en un ejercicio musical bastante impío por parte de Depeche Mode.
Sobre el alejamiento de Depeche Mode en Songs of Faith and Devotion de su propio estilo previo puede decirse mucho pero lo más cierto es que fue el cantante David Gahan quien sembró el cambio. Gahan había llegado incidentalmente a Depeche Mode, que era un grupo que también incidentalmente surgió como parte del movimiento Tecnopop de los ochenta, pero el vocalista en realidad había deseado ser el miembro de una banda de punk, así que Songs of Faith and Devotion fue como saldar esa deuda con lo que él había querido y lo que había logrado, mientras que la preponderancia de su imagen fue como el reconocimiento de que a él se debió ese cambio tan drástico. Sin embargo, el vocalista únicamente cumplió con proponer la idea de hacer algo más alternativo, ya en la producción no participó en modo notable.
Es decir, por ello se le dio a Gahan un protagonismo total en Songs of Faith and Devotion, refutando además la leyenda de que siempre hubo una lucha de personalidades con Martin Gore. Durante álbumes como Black Celebration, Music for the Masses y Violator se había especulado sobre una supuesta rivalidad entre el cantante y el compositor, aunque nunca se comprobó que existiera tal, mientras que en Songs of Faith and Devotion, aun y con el desgastante ritmo de trabajo que implicó durante su grabación y promoción, en ningún momento se llegó al rompimiento total de ambos miembros, por el contrario fue Alan Wilder quien poco a poco fue hartándose de la actitud alocada de Gahan, la completa despreocupación de Gore y su ya de por sí deteriorada relación con Andrew Fletcher, pero aún él aguantó hasta el cierre de la promoción del disco, en medio de escándalos, hechos vergonzosos y una completa desunión en Depeche Mode. Fue hasta un año después de concluida la gira que ante una hospitalización de emergencia de Gahan por una sobredosis, Wilder abandonó Depeche Mode alegando la falta de reconocimiento a toda su dedicación en los proyectos de la banda.
El grupo llegó al límite con Songs of Faith and Devotion, tal como marcan los estándares del punk, mutilados y sin rumbo al cual ir. No es raro que para 1995 con la salida de Wilder se haya especulado tanto con su completo término como banda y como músicos de Techno.

## Canción por canción
I Feel You es un tema cadencioso, con una base electroacústica más cercana al blues que el tradicional sonido sintetizado de DM. La letra es una especie de llamado sensual con algunas menciones sobre religión. El tema por sí solo revelaba una especie de nuevo Depeche Mode que de pronto hacía algo por completo diferente a toda su carrera, Martin Gore se convirtió en el ejecutante de una guitarra trastocada por el sintetizador acompañado por una batería muy real y muy potente. Si bien el elemento electrónico quedó en segundo plano nunca deja de estar presente, en opinión de muchos haciendo de la canción un logrado experimento de todo el disco.
Walking in My Shoes es otro tema electroacústico muy parecido al primero, aunque con una letra más pesarosa y en su caso sí más cercana a los estereotipos del punk y del grunge, pues habla de tribulaciones y dificultades, un reclamo sobre falta de entendimiento e incomprensión, y con el tema religioso más patente. La musicalización transita en un sutil Trip-hop dando paso a un rock-pop y el sintetizador es apenas un acompañante discreto. Al público el video le resultó particularmente extraño, pues hace una rara metáfora sobre el amor, la religión y el sexo, temas capitales en la historia de Depeche Mode, y en él David Gahan se convierte en una especie de Cristo roquero.
Condemnation es de acuerdo a los propios integrantes de DM el mejor tema de todo el álbum, y en su caso por completo acústico pues es ejecutado tan solo con piano y samples de percusión. El tema es un lamento sobre la condición del ser humano falible a los sentimientos de amor, por ello que sea totalmente una función de gospel, música precisamente sobre añoranza religiosa a las dificultades de la vida.
Mercy in You es otro tema rock, aunque con un mayor acompañamiento electrónico siendo de los meramente híbridos del álbum, sin embargo aun con los elementos sintéticos resulta también un tema fuerte en sus ritmos. La letra es otra vez sobre deseo y frustración, y el acompañamiento de voces le da un sutil toque de gospel, por lo cual es también un tema representativo del álbum y de aquella etapa de Depeche Mode.
Judas es el tema completamente religioso del álbum, de hecho hasta parece compuesto para la comunidad devota anglosajona con su letra casi bíblica con menciones de nombres eclesiásticos (Judas, Tomás) para acabar siendo un llamado de amor puro y sin condiciones. La música es sintetizada y durante toda la canción se oyen gaitas (Uillean pipes) interpretadas por Steafan Hannigan, lo cual también le da cierta singularidad en el álbum, al estar inmerso en la religión.
In Your Room es el tema seductor de álbum, con una musicalización electroacústica suave pero contundente con efectos de sintetizador, samplers de batería y percusión, y una letra sugerente y provocativa. Fue el menos comercial de los que se promocionaron del álbum, y la versión original, la del disco, suena todavía más cadenciosa.
Get Right With Me igual que Condemnation es de completa inspiración gospel, aunque incluso más que aquella con cánticos de personas de color y música electrónica. Ciertamente es el tema más festivo de todo el álbum, el cual es en general más lúgubre, aunque también por ello es aún más gospel que Condemnation.
Interlude # 4 My Kingdom Comes es una función electrónica acompañada del teclado grave de Alan Wilder, lo cual lo hace escuchar como de película de terror, parecido a los anteriores interludios de DM en el álbum Violator. A diferencia de los otros interludios, en la gira Devotional Tour la pieza fue incorporada como introducción de I Feel You y desde entonces casi siempre fue usado como entrada de aquella canción.
Rush es otra función electroacústica y de hecho suena más sintética que acústica. Es un tema trepidante y vertiginoso como en su momento lo fueran Something to Do del álbum Some Great Reward de 1984 y A Question of Time del Black Celebration de 1986, pero más duro y agresivo. La letra habla sobre deseo y lujuria.
One Caress es el tema por completo novedoso para DM, en su caso presentando una musicalización sinfónica, en lo cual algunos vieron imitación de otras bandas de la escena gótica como Lacrimosa que había surgido apenas unos tres años atrás. Aunque el tema sí recuerda al rock gótico, incluso por la letra, algunos lo consideran como experimento el más logrado de todo el álbum, solo junto con Condemnation.
Higher Love como cierre es en oposición por completo electrónico, con solo unos pocos afectos añadidos de guitarra y batería mucho más discretos que en el resto de las canciones del álbum. En cuanto a la letra, ésta también es sobre amor apasionado y sensual evidentemente relegando el tema religioso, quizás precisamente buscando que este fuera el tema más “típico” de Depeche Mode en todo el álbum.
My Joy es una función de rock en la vena de I Feel You, con una melodía acompasada que resuena en hedonismo, pero con una letra más simplista, pero por demás sugerente al hablar de dominio y de egoísmo. Es el único lado B exclusivo de la colección, pero con un ritmo un tanto repetitivo que lo alejó de un estándar comercial, además de estar un tanto alargada para su planteamiento tan básico.
Death's Door es otra función en forma de gospel llevada a cabo de manera muy sencilla, rayana en el minimalismo, con una letra más onírica acerca del hombre, su relación con Dios y con el Cielo, o con la muerte. Se lleva a cabo en forma muy básica, esencialmente solo con sintetizador en forma de órgano de iglesia y efectos electrónicos muy dispersos que se cambiaba solo a piano en directo. La versión Jazz Mix, que es la que pertenece propiamente a la colección, solo alarga la coda.

## Lista de posiciones
| Lista musical (1993)         | Mejor posición | Certificación | Ventas     |
| ---------------------------- | -------------- | ------------- | ---------- |
| Lista de álbumes australiana | 14             |               | 60,000+    |
| Lista de álbumes austriacos  | 1              | Oro           | 80,000+    |
| Lista de álbumes de Canadá   |                | Platino       | 250,000+   |
| Lista de álbumes francesa    | 1              | 2x Oro        | 480,000+   |
| Lista de álbumes alemana     | 1              | Oro           | 550,000+   |
| Lista de álbumes italiana    | 1              | 2x Platino    | 250,000+   |
| Lista de álbumes neerlandesa | 18             | Oro           | 50,000+    |
| Lista de álbumes noruega     | 16             |               | 80,000+    |
| Lista de álbumes española    | 3              | 2x Platino    | 210,000+   |
| Lista de álbumes sueca       | 2              | 2x Platino    | 75,000+    |
| Lista de álbumes suiza       | 1              | 2x Platino    | 55,000+    |
| UK Albums Chart              | 1              | Oro           | 355,000+   |
| US Billboard 200             | 1              | Platino       | 1,550,000+ |
| Ventas en Europa             | 1              | 2x Platino    | 2,390,000+ |
| Ventas mundiales             | 3              | 2x Platino    | 6,800,000+ |